# Giorgio Castagna Giannone
Giorgio Castagna Giannone (Modica, 23 luglio 1737 – Palermo, 13 giugno 1811) è stato un medico italiano.
È considerato una delle figure di spicco della medicina siciliana del XVIII secolo, celebre per la sua pratica innovativa e le sue opere teoriche, che hanno influenzato la medicina dell'epoca.

## Biografia
Nacque a Modica da una famiglia di nobili origini. Fin da giovane dimostrò una notevole inclinazione verso gli studi, distinguendosi per la sua intelligenza e curiosità. Dopo una formazione iniziale in lettere sotto i gesuiti, abbandonò la teologia, che aveva intrapreso inizialmente, per dedicarsi con passione alla medicina e alla fisica, discipline che avrebbero occupato tutta la sua carriera.
Iniziò il suo percorso medico sotto la guida di importanti maestri siciliani come Tommaso Campailla e Giuseppe Matarazzo, ma ben presto si rese conto che la sua formazione necessitava di un ampliamento oltre i confini della Sicilia. Si trasferì così a Roma, dove approfondì gli studi sotto l'influenza delle teorie di Marcello Malpighi, Giovanni Maria Lancisi e Giorgio Baglivi, ottenendola laurea in medicina nel 1761.
Nel 1764 tornò a Modica, dove si fece conoscere per la sua abilità nel trattamento delle epidemie, in particolare durante un'epidemia che colpì la città e causò la morte di più di 3000 persone. Con metodi innovativi e una diagnosi precisa, riuscì a salvare centinaia di persone, dimostrando l'efficacia della sua pratica rispetto ai trattamenti convenzionali, che all'epoca prevedevano l'uso indiscriminato di purgativi. La sua fama si diffuse rapidamente, tanto che fu invitato a trasferirsi a Palermo, dove assunse un ruolo di prestigio come medico della Suprema Deputazione Generale di Salute Pubblica e, successivamente, come Protomedico del Regno di Sicilia nel 1805.
Non solo si distinse per la sua abilità pratica, ma anche per i suoi studi teorici, in particolare sull'uso dei purgativi nella cura delle malattie. Scrisse diverse opere, tra cui una serie di Epistolae medicae, in cui analizzava l'efficacia e i rischi legati all'uso di questi farmaci, criticando gli approcci tradizionali e proponendo linee guida basate sulla sua esperienza clinica. Le sue osservazioni erano supportate da un'approfondita conoscenza della fisiologia e dell'anatomia, e mostrava una grande padronanza della lingua latina, testimoniata dall'eleganza della sua scrittura. Le sue teorie furono ampiamente riconosciute per la loro originalità e per la capacità di integrare le pratiche moderne con i principi ippocratici. Fu anche un accanito sostenitore dell'uso della medicina preventiva e del trattamento personalizzato, adeguato alla specificità dei pazienti.
Nel 1805 fu chiamato a Palermo per affrontare una nuova epidemia di febbre che minacciava la capitale. Qui, ancora una volta, si distinse per la sua capacità di trattare la malattia, opponendosi fermamente all'uso di purgativi e dimostrando l'efficacia di metodi più delicati e mirati. Le sue lettere, in cui difendeva le sue pratiche e le teorie mediche, vennero pubblicate e accolte con rispetto, sebbene la sua modestia gli impedisse di cercare una visibilità maggiore. Nel novembre 1810 fu colpito da un ictus che lo lasciò paralizzato, e nel giugno dell'anno successivo morì a Palermo all'età di 73 anni.

## Opere
- (LA) Giorgio Castagna Giannone, Epistolae medicae theoretico-praticae, 1779, SBN CAME000529.